# Nicolas Lenglet Du Fresnoy
 (janvier 2025).
Si vous disposez d'ouvrages ou d'articles de référence ou si vous connaissez des sites web de qualité traitant du thème abordé ici, merci de compléter l'article en donnant les références utiles à sa vérifiabilité et en les liant à la section « Notes et références ».
Nicolas Lenglet Du Fresnoy, né le 5 octobre 1674 à Beauvais (Picardie) et mort le 16 janvier 1755 à Paris, est un érudit français, historien, géographe, philosophe, encyclopédiste et bibliographe de l’alchimie.

## Biographie
Lenglet Du Fresnoy étudia d’abord la théologie, mais la quitta bientôt pour la diplomatie et la politique. Torcy le nomma, en 1705, secrétaire pour les langues latine et française auprès de l’électeur de Cologne, qui résidait à Lille. Sous la Régence, il revint à Paris et le régent mit à profit son habileté, en 1718, pour découvrir les complices de la conspiration de Cellamare.
Lenglet ne s’occupa plus ensuite que de ses travaux d’érudition et refusa toutes les offres qui lui furent faites en France ou à l’étranger. Mordant et sarcastique, il eut de nombreux ennemis, ce dont il tirait vanité, disant : « Je veux être franc Gaulois dans mon style, comme dans mes actions. » (Mémoires pour servir à l’histoire de la vie et des ouvrages de Monsieur l’abbé Lenglet du Fresnoy, Londres, 1761, p. 53). Son amour de l’indépendance et son opposition aux censeurs royaux le firent, sous Louis XV, enfermer cinq fois à la Bastille, une fois à la citadelle de Strasbourg, une autre fois à Vincennes. À l'âge de 82 ans, il périt funestement le 16 janvier 1755. En revenant chez lui vers six heures au soir, il commença à lire les Considérations sur les Révolutions des Arts de l'abbé de Méhégan. Après en avoir lu quelques pages, il s'assoupit et tomba dans le feu. Ses voisins accoururent pour le secourir mais il était trop tard car sa tête avait déjà été dévorée par les flammes lorsqu'on l'en retira du foyer.
Il fut inhumé dans l'église ou dans le cimetière de Saint-Séverin à Paris.
Lenglet, dont les livres renferment des trésors d’érudition, s’est intéressé aussi bien à la critique littéraire qu’à la philosophie hermétique, l’histoire ou la géographie. Il a également édité le Roman de la Rose, Marot, Sigogne, Régnier, Motin, Berthelot, Maynard, La Henriade de Voltaire, des Mémoires de Philippe de Comines, de Pierre de L'Estoile, etc.
Il a revu les articles concernant l’histoire et même donné quelques-uns en entier à l’Encyclopédie de Diderot et D’Alembert. Il a écrit sous les pseudonymes d’« Edward Melton », « Albert Van Heussen », « C. Gordon de Percel » et « Gosford ». Il a aussi écrit en latin sous le nom de « Lengletius ».
Il s'intéressa aussi aux droits d'auteur, proposant de créer des sociétés de gens de lettres chargées de décider des parutions et des droits aux auteurs sur la réimpression de leur ouvrage, jusqu'à 30 années après leur décès. Il lança même une souscription en vue de créer une société, sans que son projet puisse aller à son terme.
En 1681, Géraud de Cordemoy publie un ouvrage antiprotestant, la Conférence entre Luther et le Diable, au sujet de la Messe, racontée par Luther lui-même, réédité et largement diffusé dès 1875 par Isidore Liseux avec en sus les commentaires de Nicolas Lenglet Du Fresnoy.

## Bibliographie

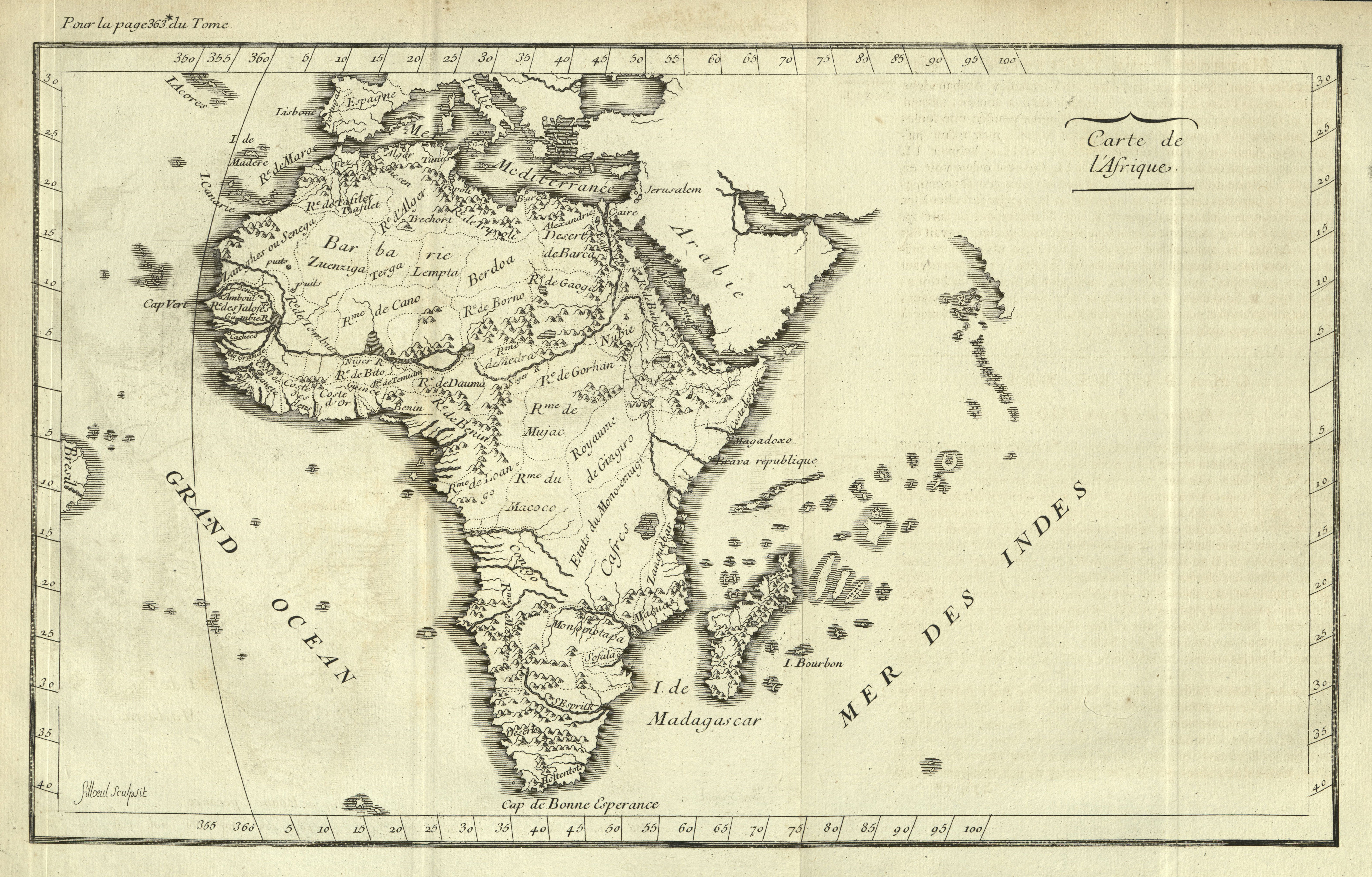
Lenglet Du Fresnoy, Carte de l'Afrique, 1729

## Sources
- Jean-Bernard Michault, Mémoires pour servir à l’histoire de la vie & des ouvrages de Monsieur l’abbé Lenglet du Fresnoy, Londres et se trouvent à Paris, chez Duchesne, 1761 disponible sur Google Livres.